# Schneider (családnév)
A Schneider német családnév. Eredetileg foglalkozásnév volt. Jelentése: szabó. Változatai: Schnyder, Schnider, Schnieder, Schröder. Németországban a harmadik leggyakoribb családnév.

## Más nyelvekben
- Couturier, Couture. Sartre – franciául
- Croitoru, Croitor – románul
- Krajčík, Kravec – szlovákul
- Krajčír – csehül
- Kravcov (Кравцов) – oroszul
- Krawczyk, Krawiec – lengyelül
- Kravcsenko (Кравченко), Kravcsuk (Кравчук), Kravec (Кравець) – ukránul
- Quemener, Kemener – bretonul
- Ráftisz (Ράφτης) – görögül
- Sarti, Sarto, Sartori – olaszul
- Sastre – spanyolul
- Szabó – magyarul
- Tailor, Taylor – angolul
- Terzioğlu – törökül

## Híres Schneider nevű személyek
Magyarok
- Schneider Antal (1817–1897) orvos, katonaorvos, honvédtiszt
- Schneider Csilla Krisztina (1972) festő
- Schneider Miklós (1897–1945) tanár, levéltáros
- Schneider Zoltán (1970) színész

Németek
- Bernd Schneider (1964) német autóversenyző
- Bernd Schneider (1973) válogatott német labdarúgó
- Christoph Schneider (1966) német zenész, a Rammstein együttes dobosa
- Erich Schneider (1954) német nemzetközi labdarúgó-partbíró
- Helge Schneider (1955) német humorista, író, rendező és dzsesszzenész

Más nemzetek
- Alan Schneider (1917–1984) ukrán-születésű amerikai színházi rendező és filmrendező
- John Schneider (1960) amerikai színész
- Rob Schneider (1963) amerikai filmszínész
- Robert Schneider (1961) osztrák író